# Операція «Валькірія» (фільм)
Операція «Валькірія» (англ. Valkyrie) — фільм, заснований на реальних подіях. Це історія героя опору, полковника Клауса фон Штауффенберга, який очолив заколот проти Гітлера. В 1944 році він намагався вбити диктатора, пронісши в портфелі бомбу. Але все, що йому вдалось — лише поранити фюрера.

## Сюжет
Вищий офіцер Клаус фон Штауффенберг (Том Круз), втративши у Північній Африці ліве око, праву руку й декілька пальців на лівій руці, після повернення до Берліна приєднується до заколоту інших вищих офіцерів проти Адольфа Гітлера. На випадок непередбачуваного розвитку подій розробляється план під кодовою назвою «Валькірія», складений таким чином, щоб армія діяла в інтересах змовників, не підозрюючи про сам замах. Фільм базується на реальних історичних подіях.

## В ролях
- Том Круз — полковник Клаус Шенк фон Штауффенберг
- Кеннет Брана — генерал-майор Геннінг фон Тресков (офіцер Генерального штабу в Групі армій «Центр»)
- Том Вілкінсон — генерал-полковник Фрідріх Фромм, командувач резервною армією
- Білл Нагі — генерал Фрідріх Ольбріхт
- Каріс ван Хаутен — Ніна фон Штауффенберг[en]
- Томас Кречманн — майор Отто Ернст Ремер
- Теренс Стемп — Людвіг Бек
- Едді Іззард — генерал Еріх Фельгібель
- Кевін Макнеллі — Карл Герделер
- Крістіан Беркель — Мерц фон Квірнхайм[ru]
- Джеймі Паркер — лейтенант Вернер фон Гафтен
- Девід Бембер — Адольф Гітлер
- Том Холландер — Гайнц Брандт
- Девід Шофілд — Ервін фон Віцлебен
- Кеннет Кренем — фельдмаршал Вільгельм Кейтель
- Матіас Фрайгоф — Рейхсфюрер-СС Генріх Гіммлер
- Том Влашига — офіцер зв'язку

## Цікаві факти
Участь Тома Круза у фільмі викликала різко негативну реакцію з боку членів родини Штауффенберга та німецьких політиків через те, що актор є палким прихильником Церкви саєнтології, яку в Німеччині мають намір заборонити як організацію, небезпечну для суспільства. Також розглядалося питання стосовно заборони проведення зйомок на території Німеччини. Однак реальні проблеми з проведенням зйомок виникли на місці реальних подій у Бендлерблоці (нині — меморіальний комплекс). За сюжетом кінострічки, Штауффенберг приймає рішення приєднатися до змовників сам, хоча насправді до цього кроку його в свій час підштовхнув дядько — Ніколаус Граф фон Окскюль. Також у фільмі Штауффенберг слухає «Політ валькірії» Вагнера.